# Tvrdošín
Tvrdošín er en by i det nordvestlige Slovakiet, i regionen Žilina. Den ligger kun 15 kilometer fra grænsen til Polen, og 290 kilometer fra den slovakiske hovedstad Bratislava. Byen har et areal på 56,55 km² og en befolkning på 8.952(2021) indbyggere.

## Eksterne links
- Officiel hjemmeside

- Wikimedia Commons har flere filer relateret til Tvrdošín